# Calvin Smith
Calvin Smith (* 8. ledna 1961 Bolton, Michigan) je bývalý americký atlet, specializující se na sprinterské disciplíny. V roce 1983 se stal světovým rekordmanem v běhu na 100 metrů časem 9,93 s (po 15 letech tak překonal o 2 setiny výkon legendárního Jima Hinese z mexické olympiády). O rok později se na olympijských hrách v Los Angeles podílel také na tehdejším světovém rekordu v běhu na 4 × 100 metrů časem 37,83 s. Jako první v historii zaběhl na jednom mítinku 100 metrů pod 10 a zároveň 200 metrů pod 20 sekund (9,97 a 19,99 s, Curych, 1983). Aktivní kariéru ukončil v roce 1994, kdy už jeho výkonnost nebyla příliš vysoká.

## Rychlostní rekord
V roce 1982 dosáhl Smith na jednom 10 metrů dlouhém úseku ve štafetě na 4 x 100 metrů mezičasu 0,84 sekundy, což odpovídá rychlosti 11,90 m/s (42,86 km/h). V té době se jednalo o neoficiální rychlostní rekord v lidském sprintu (navíc poprvé elektronicky měřeném).

## Osobní rekordy
- 100 m – 9,93 s (1983, bývalý SR)
- 200 m – 19,99 s (1983)
- 4 × 100 m – 37,83 s (1984, bývalý SR)